# Constel·lació de la Quilla
La Quilla (Carina) és una constel·lació que formà part de l'antiga constel·lació Argo Navis, juntament amb Vela i Puppis. Conté Canopus, el segon estel més brillant del cel nocturn, i l'estel supermassiu Eta de la Quilla, una estrella variable que fou observada per Halley l'any 1677, quan tenia una magnitud aparent de 4. Cap a 1843 es va fer tan brillant com Canopus, però des de 1900 la seva magnitud canvia entre 6 i 8.

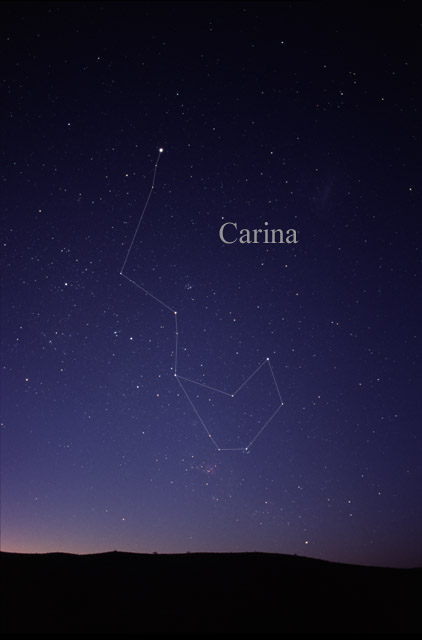

A prop d'aquest estel hi ha una nebulosa d'uns dos graus d'arc d'amplada, molt fàcil de veure, inclús amb prismàtics. A dins d'aquesta constel·lació també hi ha alguns cúmuls estel·lars oberts, algun d'ells bastant brillant.

## Història i mitologia
La Quilla va formar part d'Argo Navis, el gran vaixell del mític Jàson i els Argonautes que van buscar el Velló d'Or. La constel·lació d'Argo es va introduir a l'antiga Grècia. Tanmateix, a causa de la mida massiva d'Argo Navis i el gran nombre d'estrelles que requerien una designació separada, Nicolas-Louis de Lacaille va dividir Argo en tres seccions el 1763, inclosa Carina (el casc o la quilla). Al segle xix, aquestes tres es van establir com a constel·lacions separades i es van incloure formalment a la llista de 88 constel·lacions modernes de la IAU el 1930.
Lacaille va conservar un únic conjunt de Lletres gregues per a tot Argo, i conjunts separats de designacions de lletres llatines per a cadascuna de les tres seccions. Per tant, Carina té α, β i ε, Vela té γ i δ, Puppis té ζ, i així successivament.

## Característiques destacables

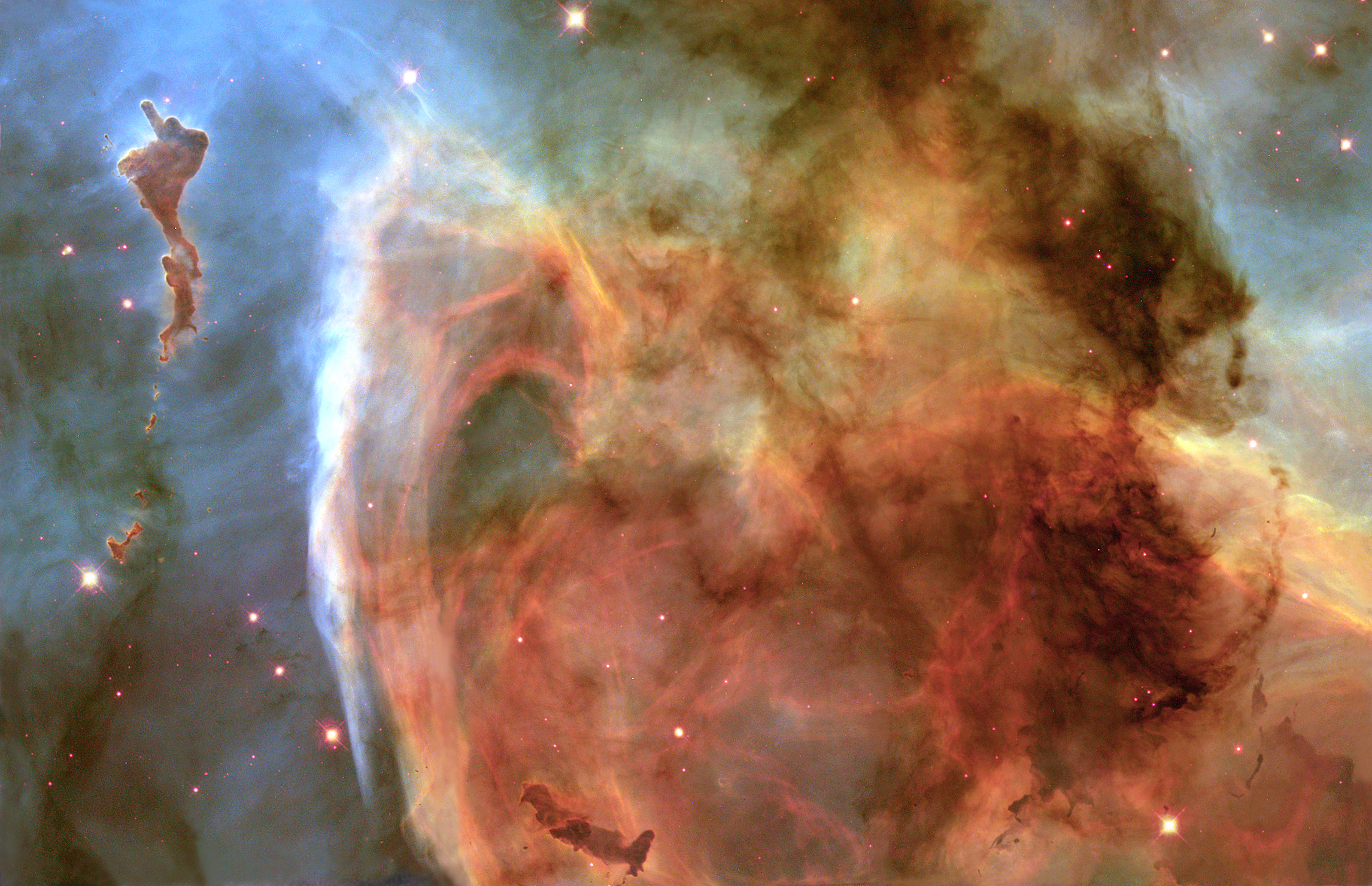
Detall de la nebulosa EtaCarinae, en una imatge presa pel telescopi espacial Hubble

### Estrelles
Carina conté Canopus, una supergegant de color blanc que és la segona estrella més brillant del cel nocturn amb una magnitud -0,72. Alpha Carinae, com es designa formalment Canopus, es troba a 313 anys llum de la Terra. El seu nom tradicional prové del mitològic Canobus o Canopus, que va ser un navegant de Menelau, rei d'Esparta.
Hi ha altres estrelles per sobre de la magnitud 3 a la Quilla. Beta de la Quilla, anomenada tradicionalment Miaplacidus, és una estrella de color blau-blanc de magnitud 1,7, a 111 anys llum de la Terra. Epsilon de la Quilla o Avior és una estrella gegant de color taronja semblantment brillant a Miaplacidus amb magnitud 1,9; està a 630 anys llum de la Terra. Una altra estrella bastant brillant és la Theta de la Quilla, de color blau-blanc; és una estrella de magnitud 2,7 a 440 anys llum de la Terra. Theta de la Quilla és també el membre més destacat del cúmul IC 2602. Iota de la Quilla o Aspidike és una estrella supergegant de color blanc de magnitud 2,2, a 690 anys llum de la Terra.
Eta de la Quilla és l'estrella variable més destacada de la Quilla, amb una massa d'aproximadament 100 masses solars i 4 milions de vegades més brillant que el Sol. Es va descobrir que era inusual l'any 1677, quan la seva magnitud va augmentar sobtadament a 4, i va cridar l'atenció d'Edmond Halley. Eta de la Quilla es troba dins de NGC 3372, comunament anomenada Nebulosa de la Quilla. Va tenir un llarg esclat el 1827, quan es va il·luminar fins a la magnitud 1. No es va esvair fins a la magnitud 1,5 fins al 1828. El seu esclat més destacat va fer d'Eta de la Quilla l'igual a Sírius; es va il·luminar a la magnitud -1,5 el 1843. En les dècades posteriors al 1843 va semblar relativament plàcida, amb una magnitud entre 6,5 i 7,9. Tanmateix, el 1998, va tornar a il·luminar, tot i que només a la magnitud 5,0, un esclat molt menys dràstic. Eta de la Quilla és una estrella binària, amb una companya que té un període de 5,5 anys; les dues estrelles estan envoltades per la Nebulosa de l'Homuncle, que es compon de gas que va ser expulsat el 1843.
Hi ha diverses estrelles variables menys destacades a la Quilla. l de la Quilla és una variable cefeida destacada per la seva brillantor; és la Cefeida més brillant que és variable a ull nu. És una estrella supergegant de to groc amb una magnitud mínima de 4,2 i una magnitud màxima de 3,3; té un període de 35,5 dies.
Dues estrelles brillants Variables Mira es troben a Carina: R de la Quilla i S de la Quilla; ambdues estrelles són gegants vermells. R de la Quilla té una magnitud mínima de 10,0 i una magnitud màxima de 4,0. El seu període és de 309 dies i es troba a 416 anys llum de la Terra. S de la Quilla és similar, amb una magnitud mínima de 10,0 i una magnitud màxima de 5,0. Tanmateix, S de la Quilla té un període més curt: 150 dies, tot i que està molt més lluny, a 1.300 anys llum de la Terra.
Carina és la llar de diverses estrelles dobles i estrelles binàries. Ípsilon de la Quilla és una estrella binària amb dos components gegants de color blau-blanc, a 1.600 anys llum de la Terra. La primària és de magnitud 3,0 i la secundària és de magnitud 6,0; els dos components es poden distingir en un petit telescopi amateur.

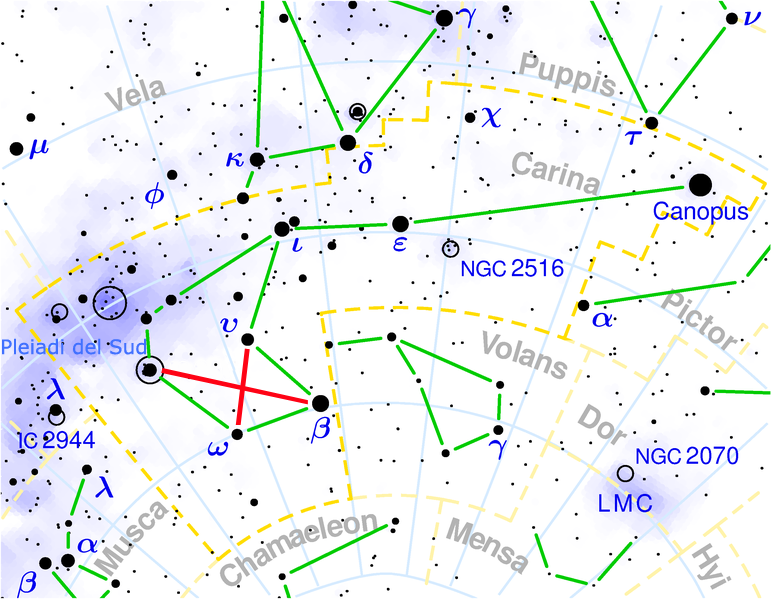
La Creu de Diamant destacada a la constel·lació de Carina.

Dos asterismes destaquen a Carina. La Creu de Diamant està composta per les estrelles Beta de la Quilla, Theta, Ípsilon i Omega de la Quilla. La creu de diamant és visible al sud de la latitud 20ºN, i és més gran però més feble que la Creu del Sud a la Constel·lació de la Creu del Sud. Flanquejant la Creu de Diamant hi ha la Falsa Creu, composta per quatre estrelles - dues estrelles a la Quilla, Iota de la Quilla i Epsilon, i dues estrella a Vela, Kappa de la Vela i Delta de la Vela - i sovint es confon amb el Creu del Sud, causant errors en la navegació astronòmica.

### Objectes del cel profund
La Quilla és coneguda per la seva nebulosa homònima, NGC 3372, descoberta per l'astrònom francè Nicolas-Louis de Lacaille el 1751, que conté diverses nebuloses. Entre altres, conté els sistemes WR 22 —binària formada per una estrella de Wolf-Rayet i una estrella blava de tipus O9V— i HD 93129, constituïda per almenys tres estrelles blaves molt lluminoses, sent la component principal una supergegant blava de tipus O2If*.
NGC 2516 és un clúster obert que és alhora força gran (aproximadament mig grau quadrat) i brillant, visible a ull nu. Es troba a 1.100 anys llum de la Terra i té aproximadament 80 estrelles, la més brillant de les quals és una gegant roja de magnitud 5,2. NGC 3114 és un altre cúmul obert aproximadament de la mateixa mida, encara que està més llunyà a 3.000 anys llum de la Terra. És més fluix i tènue que NGC 2516, ja que les seves estrelles més brillants són només de 6a magnitud. El cúmul obert més destacat de Carina és IC 2602, també anomenada les "Plèiades del sud". Conté Theta de la Quilla, juntament amb altres estrelles visibles a ull nu. En total, el cúmul té aproximadament 60 estrelles. Les Plèiades del Sud són especialment grans per a un cúmul obert, amb un diàmetre d'aproximadament un grau. Igual que IC 2602, NGC 3532 és visible a ull nu i té una mida comparable. Posseeix aproximadament 150 estrelles disposades en una forma inusual, aproximadament una el·lipse amb una zona central fosca. Diversos gegants taronges destacats es troben entre les estrelles brillants del cúmul, de 7a magnitud. Sobreposat al cúmul hi ha Chi de la Quilla, una estrella de color groc-blanc de magnitud 3,9, molt més llunyana que NGC 3532.
Carina també conté el cúmul globular NGC 2808 visible a ull nu. Epsilon de la Quilla i Ípsilon de la Quilla són estrelles dobles visibles en petits telescopis.
NGC 3372 és una de les nebuloses difuses més grans que es coneixen.

### Meteors
Carina conté el radiant de la pluja de meteors η-Carínids, que arriba al seu pic d'activitat al voltant del 21 de gener de cada any.

## Futur

El pol celeste sud migra a través de la constel·lació de la Quilla.

La Quilla es troba al cel sud molt a prop del pol celeste sud, per la qual cosa no es posa mai (circupolar) a la major part de l'hemisferi sud. A causa de la precessió de l'eix de la Terra, l'any 4700 el pol celeste sud estarà a la Quilla. Tres estrelles brillants a la Quilla es trobaran a 1 grau del pol celeste sud i es turnaran com a estrella del pol sud: Omega de la Quilla (mag 3,29) el 5600, Ípsilon de la Quilla (mag 2,97) el 6700 i Iota de la Quilla (mag 2,21) el 7900. Cap al 13.860 dC, el brillant Canopus (−0,7) tindrà una declinació més gran de −82°.

## Homònims
L'USS Carina va ser un vaixell de càrrega de classe Cràter de l'Armada dels Estats Units que portava el nom de la constel·lació.